# Museo d'arte di Nuuk
Il Museo d'arte di Nuuk (in danese: Nuuk Kunstmuseum; in groenlandese: Nuummi Eqqumiitsulianik Saqqummersitsivik) è un museo situato nella capitale della Groenlandia, Nuuk. Contiene un'importante collezione di dipinti, acquerelli, disegni e grafiche, figure in pietra ollare, avorio e legno.

## Storia
Il museo è stato fondato il 22 maggio 2005, espone dipinti, sculture e molte opere donate dall'imprenditore Svend Junge (1930-2007) e da sua moglie Helene Pedersen, grandi collezionisti d'arte groenlandese, ha sede  in quella che era stata una chiesa avventista ed è stato inaugurato il 21 giugno 2007, Giornata nazionale della Groenlandia.
Il museo comprende anche un memoriale dell'artista locale e sacerdote, Niels Lynge.

## Collezione
Il Nuuk Art Museum espone circa 250 dipinti, acquerelli, fotografie, disegni, grafica e dipinti, oltre a circa 50 figure in osso, zanna, legno e pietra ollare. Ha una superficie di circa 600 m2 e comprende un'estensione per mostre temporanee. La collezione permanente comprende un'ampia selezione di opere d'arte più antiche di artisti europei che hanno vissuto in Groenlandia per periodi di tempo più o meno lunghi. Si tratta di artisti come Christine Deichmann (1869-1945), J.E.C. Rasmussen (1841-1893), Harald Moltke (1871-1960) ed Emanuel A. Petersen (1894-1948). La collezione permanente comprende anche opere recenti di artisti groenlandesi come Simon Kristoffersen (1933-1990), Miki Jacobsen (n. 1965), Buuti Pedersen (n. 1955), Hans Lynge (1906-1988), Anne-Birthe Hove (1951-2012) e Pia Arke (1958-2007).
La collezione è allestita con un focus su come la Groenlandia sia stata vista da artisti esterni e su come gli artisti locali vedano la Groenlandia. Ciò offre l'opportunità di esaminare l'interazione tra espressioni tradizionali e nuove.
Negli ultimi anni, il museo ha lavorato a vari progetti che consentono ai visitatori di vivere i punti salienti della collezione permanente del museo attraverso un'audioguida ed esplorare lo spazio urbano con l'artwalk del museo. Inoltre, è stato sviluppato materiale didattico per diversi livelli scolastici e scuole superiori
Il museo offre al visitatore 150 dipinti di Emanuel A. Petersen, facendone così il maggiore detentore al mondo di tali opere.